# Jaime Pressly
Jaime Elizabeth Pressly (* 30. července 1977 Kinston, Severní Karolína, USA) je americká herečka a modelka. Nejvíce ji proslavila role Joy v televizním seriálu Jmenuju se Earl, za kterou byla dvakrát nominována na cenu Emmy a jednou, v roce 2007, ji získala. Mimo to získala nominaci na Zlatý glóbus a Cenu Sdružení filmových a televizních herců.
Objevila se také ve filmových rolích, a to Bulšit (2001), Špinavej Joe (2001), Kámoš k pohledání (2009) a Pár nenormálních aktivit 2 (2014). Od roku 2014 hraje roli Jill Kendall v sitcomu Máma.